# Everyday (album Activ)
Everyday – piąty album tercetu popowego Activ, wydany 3 marca 2007 roku.

## Lista utworów
1. Reasons	3:24
2. Without U	3:30
3. Feel good	4:05
4. Under my skin	3:32
5. Music generation	3:36
6. Friday night	5:30
7. S-a furat mireasa	7:30
8. Reasons	6:00
9. Reasons mix	6:37
10. Reasons rmx	6:15
11. Reasons RmX	5:43
12. Reasons	6:50
13. Reasons extended	6:15